# Skjomen-híd
A Skjomen-híd (norvégül:Skjombrua) közúti függőhíd, amely a Skjomen-fjord felett ível át Narviknál, Nordland megyében, Norvégia északi részén. A Skjomen-híd 711 méter hosszú és leghosszabb fesztávja pillérei közt 525 méter. A hidat 1972-ben adták át. A híd 35 méterrel magasodik a tenger felszíne fölé és áthalad rajta az E6-os európai útvonal is.

## A híd a médiában
A The Amazing Race 17 című valóságshow egyes jeleneteit ennél a hídnál forgatták. A versenyzőknek kötélen kellett leereszkedniük a hídról, majd vissza kellett mászniuk a hídra.

## Fordítás
Ez a szócikk részben vagy egészben  a   Skjomen Bridge című angol Wikipédia-szócikk ezen változatának fordításán alapul.  Az eredeti cikk szerkesztőit annak laptörténete sorolja fel. Ez a jelzés csupán a megfogalmazás eredetét és a szerzői jogokat jelzi, nem szolgál a cikkben szereplő információk forrásmegjelöléseként.